# Universidade Nacional do Laos
A Universidade Nacional do Laos (NUOL) é a maior e mais prestigiada universidade no Laos, um país do Sudeste asiático. Está localizada na capital do país, Vientiane. Fundada em 1996, com os departamentos trazidos de outras faculdades existentes, é a única universidade nacional no país. A NUOL aceita os melhores alunos do Laos e ouros poucos estudantes estrangeiros. A Universidade Nacional do Laos está cooperando com várias universidades internacionais, especialmente do Japão.
A universidade é uma parceira do Grande Mekong Sub-região Acadêmica e Pesquisa (GMSARN) e da Rede Universitária da ASEAN.